# Kinas Grand Prix 2024
Kinas Grand Prix 2024, officiellt Formula 1 Lenovo Chinese Grand Prix 2024, var ett Formel 1-lopp som kördes den 21 april 2024 på Shanghai International Circuit i Shanghai i Kina. Loppet var det femte av sammanlagt tjugofyra deltävlingar ingående i Formel 1-säsongen 2024 och kördes över 56 varv. Det var även första deltävlingen som använde sig av sprintformatet, då ett sprintrace kördes över 19 varv.
Loppet kördes för första gången sedan 2019, efter att ha ställts in fyra år i rad på grund av svårigheter med covid-19 i landet.

## Ställning i mästerskapet före loppet
| Pos. | Förare            | Poäng |
| ---- | ----------------- | ----- |
| 1 ▬  | Max Verstappen    | 77    |
| 2 ▬  | Sergio Pérez      | 64    |
| 3 ▬  | Charles Leclerc   | 59    |
| 4 ▬  | Carlos Sainz, Jr. | 55    |
| 5 ▬  | Lando Norris      | 37    |

| Pos. | Konstruktör           | Poäng |
| ---- | --------------------- | ----- |
| 1 ▬  | Red Bull              | 141   |
| 2 ▬  | Ferrari               | 114   |
| 3 ▬  | McLaren-Mercedes      | 69    |
| 4 ▬  | Mercedes              | 34    |
| 5 ▬  | Aston Martin-Mercedes | 33    |

- Notering: Endast de fem bästa placeringarna i vardera mästerskap finns med på listorna.

## Sprintkvalet
Sprintkvalet kördes den 19 april 2024 klockan 15:30 lokal tid (UTC+8), och fastställde startordningen för sprintracet. Lando Norris i McLaren var snabbast före Lewis Hamilton i Mercedes och Fernando Alonso i Aston Martin.
| Pos.                    | Nr. | Förare           | Konstruktör                  | Kvaltider | Kvaltider | Kvaltider | Sprint- grid |
| Pos.                    | Nr. | Förare           | Konstruktör                  | SQ1       | SQ2       | SQ3       | Sprint- grid |
| ----------------------- | --- | ---------------- | ---------------------------- | --------- | --------- | --------- | ------------ |
| 1                       | 4   | Lando Norris     | McLaren-Mercedes             | 1:36.384  | 1:36.047  | 1:57.940  | 1            |
| 2                       | 44  | Lewis Hamilton   | Mercedes                     | 1:37.181  | 1:36.287  | 1:59.201  | 2            |
| 3                       | 14  | Fernando Alonso  | Aston Martin Aramco-Mercedes | 1:36.883  | 1:36.119  | 1:59.915  | 3            |
| 4                       | 1   | Max Verstappen   | Red Bull Racing-Honda RBPT   | 1:36.456  | 1:35.606  | 2:00.028  | 4            |
| 5                       | 55  | Carlos Sainz Jr. | Ferrari                      | 1:36.719  | 1:36.052  | 2:00.214  | 5            |
| 6                       | 11  | Sergio Pérez     | Red Bull Racing-Honda RBPT   | 1:36.110  | 1:35.781  | 2:00.375  | 6            |
| 7                       | 16  | Charles Leclerc  | Ferrari                      | 1:36.537  | 1:35.711  | 2:00.566  | 7            |
| 8                       | 81  | Oscar Piastri    | McLaren-Mercedes             | 1:36.542  | 1:35.853  | 2:00.990  | 8            |
| 9                       | 77  | Valtteri Bottas  | Kick Sauber-Ferrari          | 1:37.112  | 1:36.056  | 2:01.044  | 9            |
| 10                      | 24  | Zhou Guanyu      | Kick Sauber-Ferrari          | 1:37.544  | 1:36.307  | 2:03.537  | 10           |
| 11                      | 63  | George Russell   | Mercedes                     | 1:37.310  | 1:36.345  | N/A       | 11           |
| 12                      | 20  | Kevin Magnussen  | Haas-Ferrari                 | 1:37.033  | 1:36.473  | N/A       | 12           |
| 13                      | 27  | Nico Hülkenberg  | Haas-Ferrari                 | 1:36.924  | 1:36.478  | N/A       | 13           |
| 14                      | 3   | Daniel Ricciardo | RB-Honda RBPT                | 1:37.321  | 1:36.553  | N/A       | 14           |
| 15                      | 18  | Lance Stroll     | Aston Martin Aramco-Mercedes | 1:36.961  | 1:36.677  | N/A       | 15           |
| 16                      | 10  | Pierre Gasly     | Alpine-Renault               | 1:37.632  | N/A       | N/A       | 16           |
| 17                      | 31  | Esteban Ocon     | Alpine-Renault               | 1:37.720  | N/A       | N/A       | 17           |
| 18                      | 23  | Alexander Albon  | Williams-Mercedes            | 1:37.812  | N/A       | N/A       | 18           |
| 19                      | 22  | Yuki Tsunoda     | RB-Honda RBPT                | 1:37.892  | N/A       | N/A       | 19           |
| 20                      | 2   | Logan Sargeant   | Williams-Mercedes            | 1:37.923  | N/A       | N/A       | 20           |
| 107 %-gränsen: 1:42.837 |     |                  |                              |           |           |           |              |
| Källor:                 |     |                  |                              |           |           |           |              |

## Sprintracet
Sprintracet kördes den 20 april 2024 klockan 11:00 lokal tid (UTC+8), och kördes över 19 varv.
| Pos.                                                                              | Nr. | Förare           | Konstruktör                  | Varv | Tid/Bröt  | Placering | Poäng |
| --------------------------------------------------------------------------------- | --- | ---------------- | ---------------------------- | ---- | --------- | --------- | ----- |
| 1                                                                                 | 1   | Max Verstappen   | Red Bull Racing-Honda RBPT   | 19   | 32:04.660 | 4         | 8     |
| 2                                                                                 | 44  | Lewis Hamilton   | Mercedes                     | 19   | +13.043   | 2         | 7     |
| 3                                                                                 | 11  | Sergio Pérez     | Red Bull Racing-Honda RBPT   | 19   | +15.258   | 5         | 6     |
| 4                                                                                 | 16  | Charles Leclerc  | Ferrari                      | 19   | +17.486   | 7         | 5     |
| 5                                                                                 | 55  | Carlos Sainz Jr. | Ferrari                      | 19   | +20.696   | 5         | 4     |
| 6                                                                                 | 4   | Lando Norris     | McLaren-Mercedes             | 19   | +22.088   | 1         | 3     |
| 7                                                                                 | 81  | Oscar Piastri    | McLaren-Mercedes             | 19   | +24.713   | 8         | 2     |
| 8                                                                                 | 63  | George Russell   | Mercedes                     | 19   | +25.696   | 11        | 1     |
| 9                                                                                 | 24  | Zhou Guanyu      | Kick Sauber-Ferrari          | 19   | +31.951   | 10        |       |
| 10                                                                                | 20  | Kevin Magnussen  | Haas-Ferrari                 | 19   | +37.398   | 12        |       |
| 11                                                                                | 3   | Daniel Ricciardo | RB-Honda RBPT                | 19   | +37.840   | 14        |       |
| 12                                                                                | 77  | Valtteri Bottas  | Kick Sauber-Ferrari          | 19   | +38.295   | 9         |       |
| 13                                                                                | 31  | Esteban Ocon     | Alpine-Renault               | 19   | +39.841   | 17        |       |
| 14                                                                                | 18  | Lance Stroll     | Aston Martin Aramco-Mercedes | 19   | +40.299   | 15        |       |
| 15                                                                                | 10  | Pierre Gasly     | Alpine-Renault               | 19   | +40.838   | 16        |       |
| 16                                                                                | 22  | Yuki Tsunoda     | RB-Honda RBPT                | 19   | +41.870   | 19        |       |
| 17                                                                                | 23  | Alexander Albon  | Williams-Mercedes            | 19   | +42.998   | 18        |       |
| 18                                                                                | 2   | Logan Sargeant   | Williams-Mercedes            | 19   | +46.352   | 20        |       |
| 19                                                                                | 27  | Nico Hülkenberg  | Haas-Ferrari                 | 19   | +49.630   | 13        |       |
| 202                                                                               | 14  | Fernando Alonso  | Aston Martin Aramco-Mercedes | 17   | Skador    | 3         |       |
| Snabbaste varvet: Max Verstappen (Red Bull Racing-Honda RBPT) – 1:40.331 (varv 3) |     |                  |                              |      |           |           |       |
| Källa:                                                                            |     |                  |                              |      |           |           |       |

Noter
- ^1  – Fernando Alonso körde inte färdigt loppet men blev ändå klassificerad eftersom han körde färdigt mer än 90% av racedistansen.[5]

## Kvalet
Kvalet kördes den 20 april 2024 klockan 15:00 lokal tid (UTC+8), och fastställde startordningen för racet.
| Pos.                    | Nr. | Förare           | Konstruktör                  | Kvaltider | Kvaltider | Kvaltider | Start- grid |
| Pos.                    | Nr. | Förare           | Konstruktör                  | Q1        | Q2        | Q3        | Start- grid |
| ----------------------- | --- | ---------------- | ---------------------------- | --------- | --------- | --------- | ----------- |
| 1                       | 1   | Max Verstappen   | Red Bull Racing-Honda RBPT   | 1:34.742  | 1:33.794  | 1:33.660  | 1           |
| 2                       | 11  | Sergio Pérez     | Red Bull Racing-Honda RBPT   | 1:35.457  | 1:34.026  | 1:33.982  | 2           |
| 3                       | 14  | Fernando Alonso  | Aston Martin Aramco-Mercedes | 1:35.116  | 1:34.652  | 1:34.148  | 3           |
| 4                       | 4   | Lando Norris     | McLaren-Mercedes             | 1:34.842  | 1:34.460  | 1:34.165  | 4           |
| 5                       | 81  | Oscar Piastri    | McLaren-Mercedes             | 1:35.014  | 1:34.659  | 1:34.273  | 5           |
| 6                       | 16  | Charles Leclerc  | Ferrari                      | 1:34.797  | 1:34.399  | 1:34.289  | 6           |
| 7                       | 55  | Carlos Sainz Jr. | Ferrari                      | 1:34.970  | 1:34.368  | 1:34.297  | 7           |
| 8                       | 63  | George Russell   | Mercedes                     | 1:35.084  | 1:34.609  | 1:34.433  | 8           |
| 9                       | 27  | Nico Hülkenberg  | Haas-Ferrari                 | 1:35.068  | 1:34.667  | 1:34.604  | 9           |
| 10                      | 77  | Valtteri Bottas  | Kick Sauber-Ferrari          | 1:35.169  | 1:34.769  | 1:34.665  | 10          |
| 11                      | 18  | Lance Stroll     | Aston Martin Aramco-Mercedes | 1:35.334  | 1:34.838  | N/A       | 11          |
| 12                      | 3   | Daniel Ricciardo | RB-Honda RBPT                | 1:35.443  | 1:34.934  | N/A       | 12          |
| 13                      | 31  | Esteban Ocon     | Alpine-Renault               | 1:35.356  | 1:35.223  | N/A       | 13          |
| 14                      | 23  | Alexander Albon  | Williams-Mercedes            | 1:35.384  | 1:35.241  | N/A       | 14          |
| 15                      | 10  | Pierre Gasly     | Alpine-Renault               | 1:35.287  | 1:35.463  | N/A       | 15          |
| 16                      | 24  | Zhou Guanyu      | Kick Sauber-Ferrari          | 1:35.505  | N/A       | N/A       | 16          |
| 17                      | 20  | Kevin Magnussen  | Haas-Ferrari                 | 1:35.516  | N/A       | N/A       | 17          |
| 18                      | 44  | Lewis Hamilton   | Mercedes                     | 1:35.573  | N/A       | N/A       | 18          |
| 19                      | 22  | Yuki Tsunoda     | RB-Honda RBPT                | 1:35.746  | N/A       | N/A       | 19          |
| 20                      | 2   | Logan Sargeant   | Williams-Mercedes            | 1:36.358  | N/A       | N/A       | PL1         |
| 107 %-gränsen: 1:41.379 |     |                  |                              |           |           |           |             |
| Källor:                 |     |                  |                              |           |           |           |             |

Noter
- ^1 – Logan Sargeant kvalade på 20:e plats, men fick starta från depån efter att ha modifierat bilen under parc fermé.[8]

## Loppet
Loppet kördes den 21 april 2024 klockan 15:00 lokal tid (UTC+8), och kördes över 56 varv.
| Pos.                                                                                  | Nr. | Förare           | Konstruktör                  | Varv | Tid/Bröt         | Placering | Poäng |
| ------------------------------------------------------------------------------------- | --- | ---------------- | ---------------------------- | ---- | ---------------- | --------- | ----- |
| 1                                                                                     | 1   | Max Verstappen   | Red Bull Racing-Honda RBPT   | 56   | 1:40:52.554      | 1         | 25    |
| 2                                                                                     | 4   | Lando Norris     | McLaren-Mercedes             | 56   | +13.773          | 4         | 18    |
| 3                                                                                     | 11  | Sergio Pérez     | Red Bull Racing-Honda RBPT   | 56   | +19.160          | 2         | 15    |
| 4                                                                                     | 16  | Charles Leclerc  | Ferrari                      | 56   | +23.623          | 6         | 12    |
| 5                                                                                     | 55  | Carlos Sainz Jr. | Ferrari                      | 56   | +33.983          | 7         | 10    |
| 6                                                                                     | 63  | George Russell   | Mercedes                     | 56   | +38.724          | 8         | 8     |
| 7                                                                                     | 14  | Fernando Alonso  | Aston Martin Aramco-Mercedes | 56   | +43.414          | 3         | 71    |
| 8                                                                                     | 81  | Oscar Piastri    | McLaren-Mercedes             | 56   | +56.198          | 5         | 4     |
| 9                                                                                     | 44  | Lewis Hamilton   | Mercedes                     | 56   | +57.986          | 18        | 2     |
| 10                                                                                    | 27  | Nico Hülkenberg  | Haas-Ferrari                 | 56   | +1:00.476        | 9         | 1     |
| 11                                                                                    | 31  | Esteban Ocon     | Alpine-Renault               | 56   | +1:02.812        | 13        |       |
| 12                                                                                    | 23  | Alexander Albon  | Williams-Mercedes            | 56   | +1:05.506        | 14        |       |
| 13                                                                                    | 10  | Pierre Gasly     | Alpine-Renault               | 56   | +1:09.223        | 15        |       |
| 14                                                                                    | 24  | Zhou Guanyu      | Kick Sauber-Ferrari          | 56   | +1:11.689        | 16        |       |
| 15                                                                                    | 18  | Lance Stroll     | Aston Martin Aramco-Mercedes | 56   | +1:22.786        | 11        |       |
| 16                                                                                    | 20  | Kevin Magnussen  | Haas-Ferrari                 | 56   | +1:27.5332       | 17        |       |
| 17                                                                                    | 2   | Logan Sargeant   | Williams-Mercedes            | 56   | +1:35.1103       | PL        |       |
| DNF                                                                                   | 3   | Daniel Ricciardo | RB-Honda RBPT                | 33   | Kollisionsskador | 12        |       |
| DNF                                                                                   | 22  | Yuki Tsunoda     | RB-Honda RBPT                | 26   | Kollision        | 19        |       |
| DNF                                                                                   | 77  | Valtteri Bottas  | Kick Sauber-Ferrari          | 19   | Motor            | 10        |       |
| Snabbaste varvet: Fernando Alonso (Aston Martin Aramco-Mercedes) – 1:37.810 (varv 45) |     |                  |                              |      |                  |           |       |
| Källor:                                                                               |     |                  |                              |      |                  |           |       |

Noter
- ^1  – Inkluderar en poäng för snabbaste varv.[10]
- ^2  – Kevin Magnussen kom på 15:e plats, men fick 10 sekunders bestraffning för att ha orsakat en kollision med Yuki Tsunoda.[9]
- ^3  – Logan Sargeant fick 10 sekunders bestraffning för att ha kört om Nico Hülkenberg under säkerhetsbil. Hans slutgiltiga placering påverkades inte av bestraffningen.[9]

## Ställning i mästerskapet efter loppet
| Pos. | Förare            | Poäng |
| ---- | ----------------- | ----- |
| 1 ▬  | Max Verstappen    | 110   |
| 2 ▬  | Sergio Pérez      | 85    |
| 3 ▬  | Charles Leclerc   | 76    |
| 4 ▬  | Carlos Sainz, Jr. | 69    |
| 5 ▬  | Lando Norris      | 58    |

| Pos. | Konstruktör           | Poäng |
| ---- | --------------------- | ----- |
| 1 ▬  | Red Bull              | 195   |
| 2 ▬  | Ferrari               | 145   |
| 3 ▬  | McLaren-Mercedes      | 96    |
| 4 ▬  | Mercedes              | 52    |
| 5 ▬  | Aston Martin-Mercedes | 40    |

- Notering: Endast de fem bästa placeringarna i vardera mästerskap finns med på listorna.